# Apsidocnemus
Apsidocnemus is een geslacht van kevers uit de familie van de loopkevers (Carabidae). De wetenschappelijke naam van het geslacht is voor het eerst geldig gepubliceerd in 1936 door Alluaud.

## Soorten
Het geslacht Apsidocnemus omvat de volgende soorten:
- Apsidocnemus catalai Alluaud, 1936
- Apsidocnemus gracilitarsis Jeannel, 1948
- Apsidocnemus vadoni Jeannel, 1948